# Газоємність вугілля
Газоємність вугілля (рос.газоемкость угля, англ. gas content of coal, нім. Gasaufnahmevermögen von Kohle) — кількість газу, що поглинається за певних умов одиницею об'єму або маси вугілля.
Кількість поглинутого газу подається в об'ємних або масових одиницях, а також у грам-молекулах (молях).

## Дивю також
- Вологоємність